# Aeroméxico Travel
Servicio Mexicano de Vuelos de Fletamento S. A. de C. V., que operaba como AeroMéxico Travel, fue una aerolínea chartera subsidiaria de Aeroméxico, que comenzó operaciones el 2 de junio de 2008 con el vuelo inaugural AM677 de la Ciudad de México a Cancún. La aerolínea se encargaba de los vuelos chárter de diversas playas mexicanas hacia algunas ciudades de los Estados Unidos, Canadá y el Caribe.

## Destinos
Volaba desde la Ciudad de México y Monterrey hacia Cancún, Puerto Vallarta, Huatulco, Matamoros, Mérida, Mazatlán, Cozumel y Punta Cana. La aerolínea contó con vuelos chárter hacia Minneapolis desde Cancún durante el invierno y el inicio de la primavera.

## Flota
La flota de Aeroméxico Travel consistió de la siguiente flota:
Hasta el 30 de mayo del 2010 el promedio de la flota de Aeroméxico Travel fue de 22.3 años.

## Galería de fotos

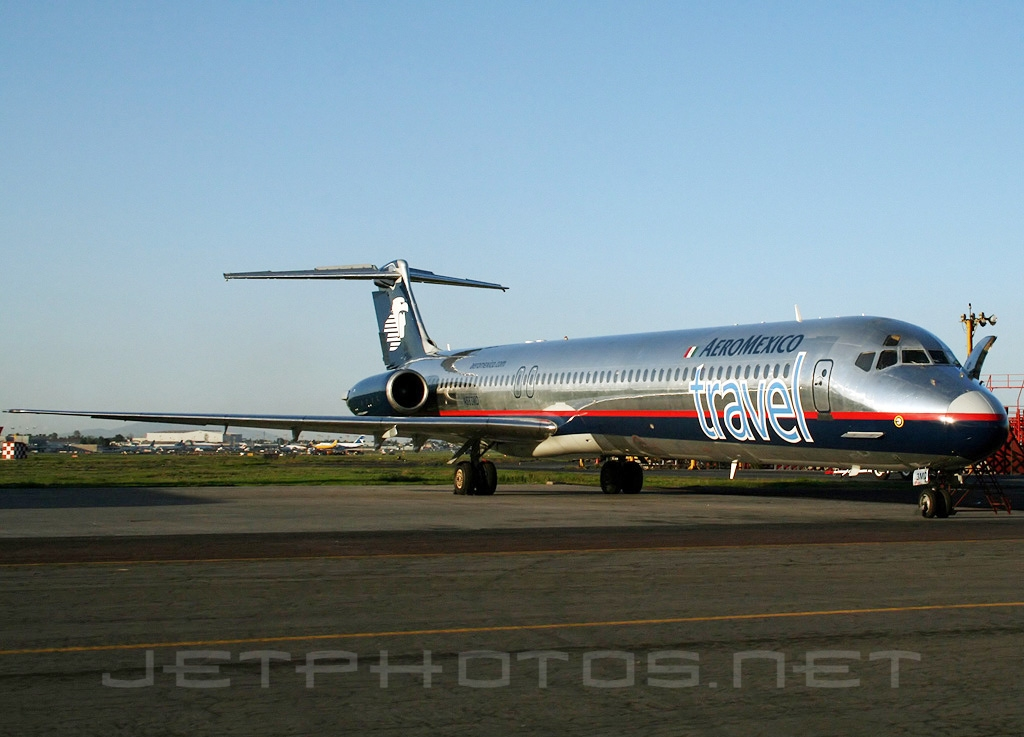
McDonnell Douglas MD-83 de Aeroméxico Travel (N583MD) en el Aeropuerto Internacional de la Ciudad de México.
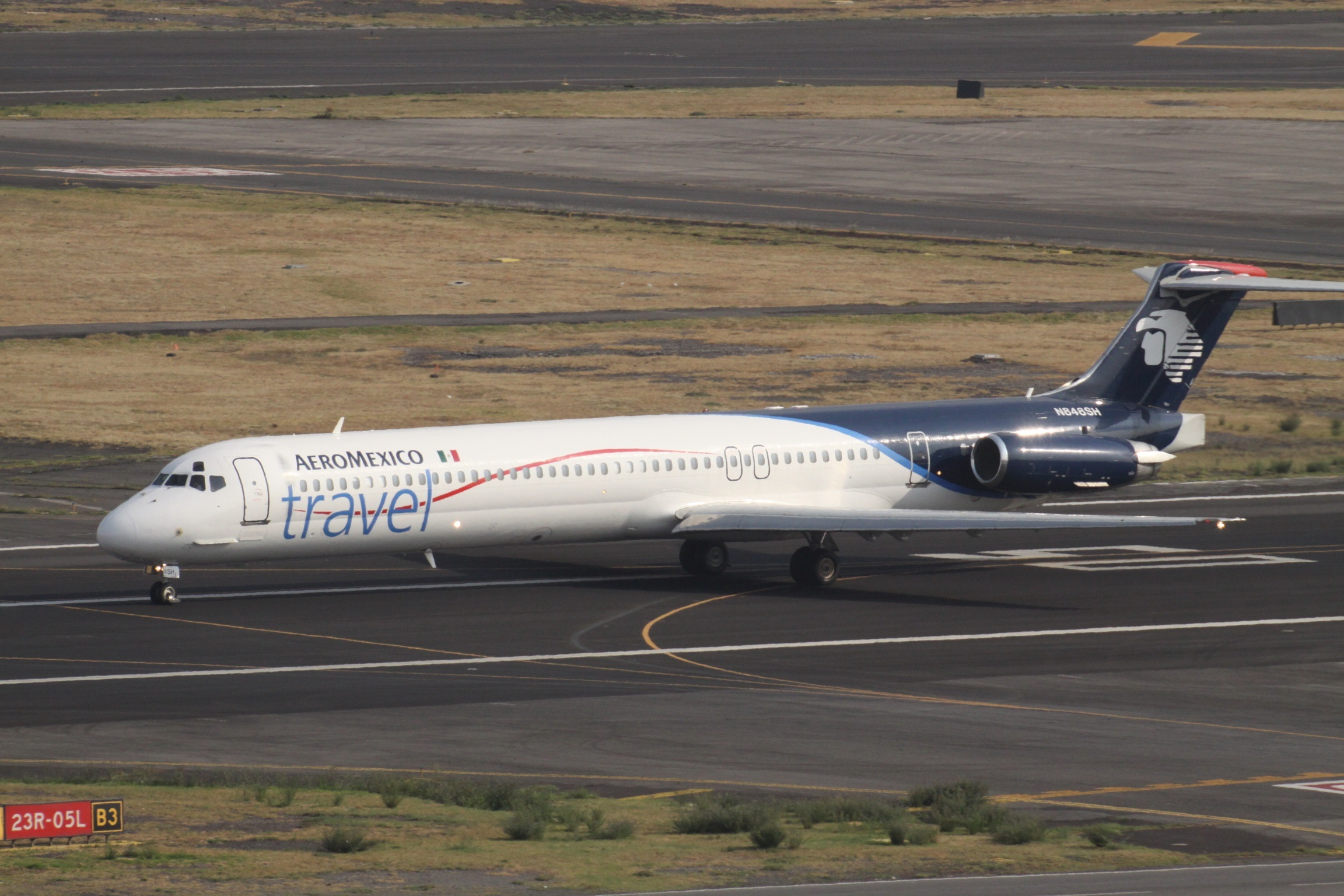
McDonnell Douglas MD-83 de Aeroméxico Travel (N848SH) en el Aeropuerto Internacional de la Ciudad de México.
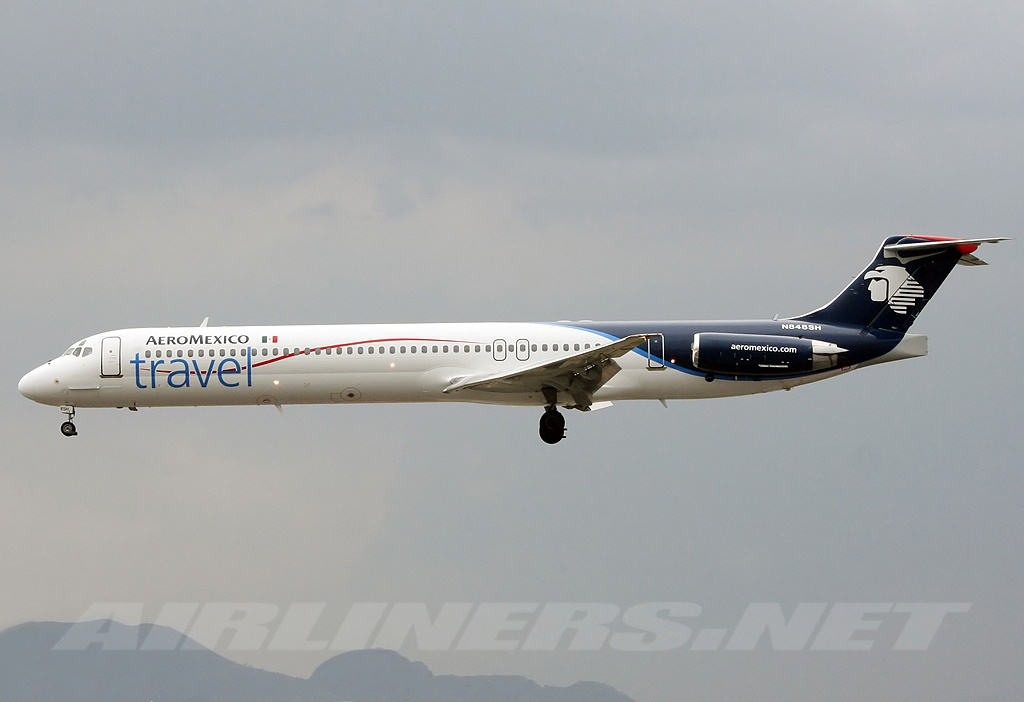
McDonnell Douglas MD-83 de Aeroméxico Travel (N848SH) aterrizando en el Aeropuerto Internacional de la Ciudad de México.
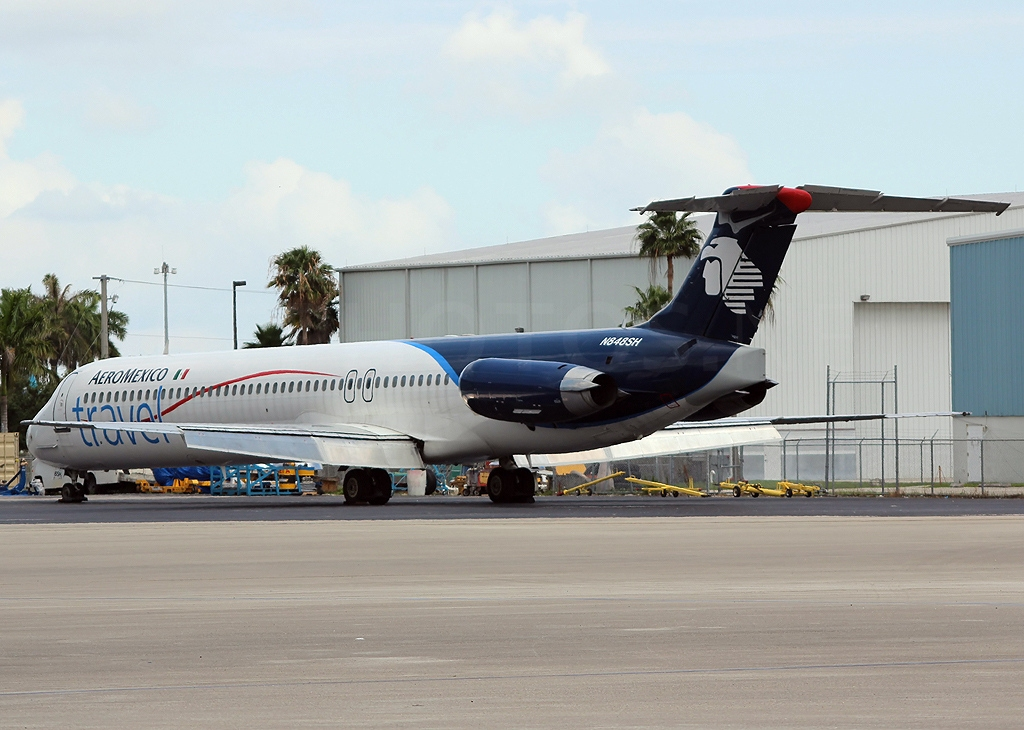
McDonnell Douglas MD-83 de Aeroméxico Travel (N848SH) en el Aeropuerto Ejecutivo de Miami-Opa Locka.
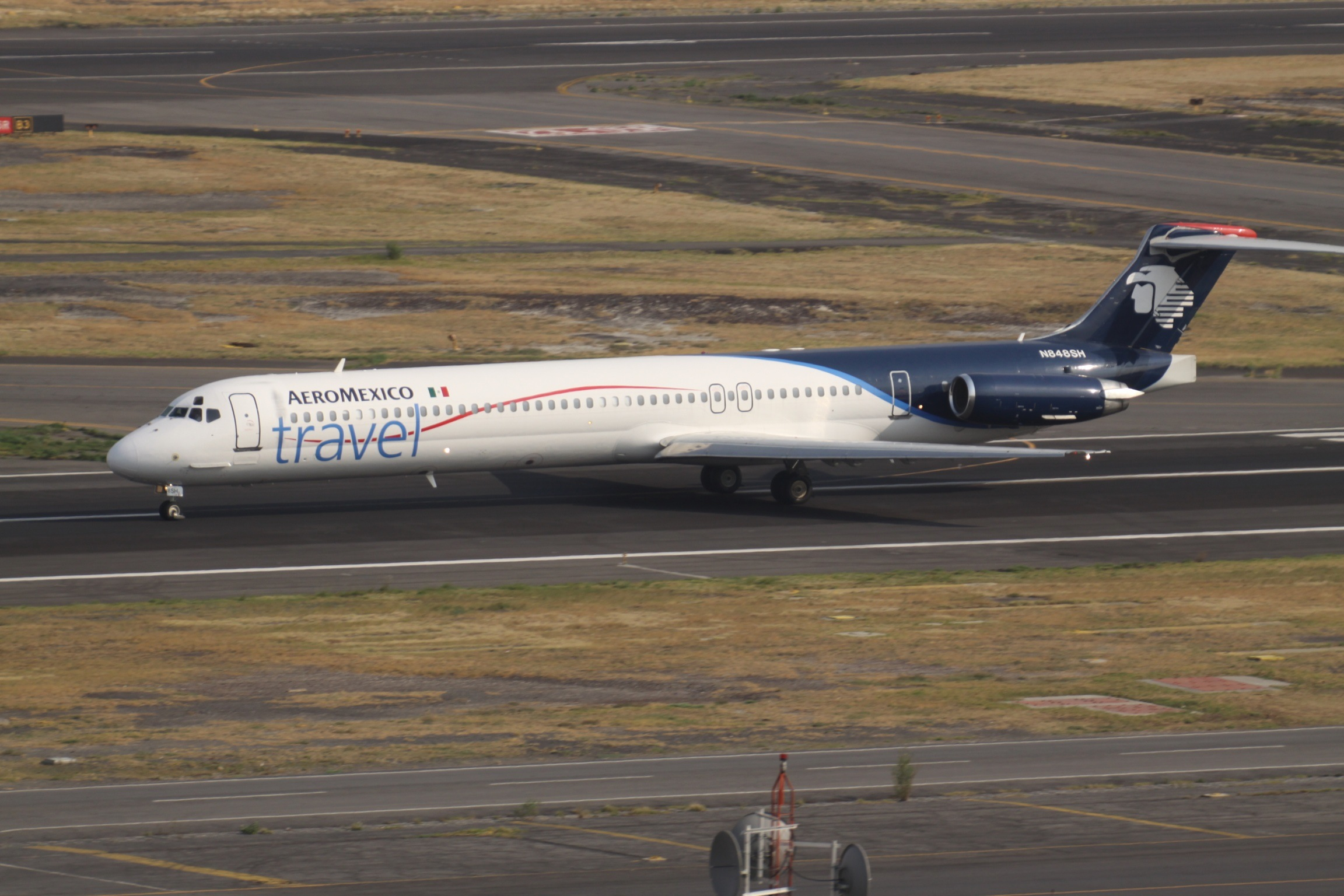
McDonnell Douglas MD-83 de Aeroméxico Travel (N848SH) en el Aeropuerto Internacional de la Ciudad de México.
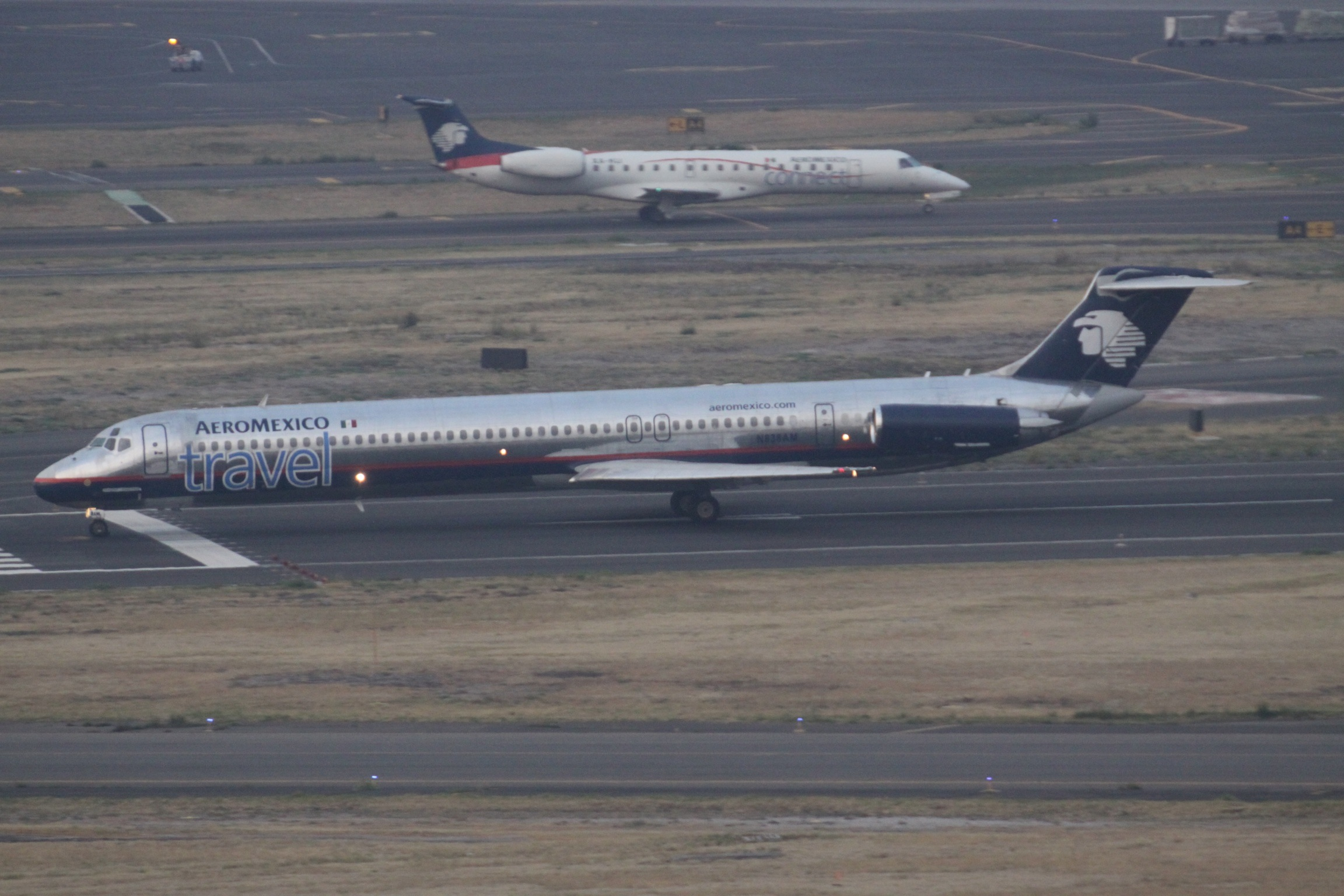
McDonnell Douglas MD-83 de Aeroméxico Travel (N838AM) en el Aeropuerto Internacional de la Ciudad de México.
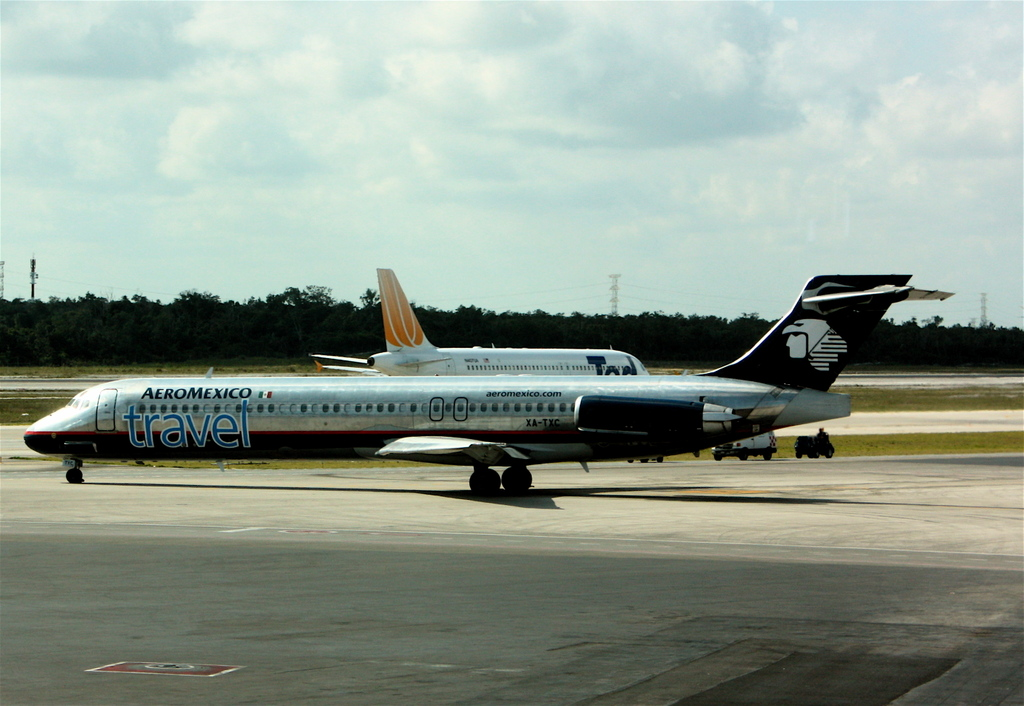
McDonnell Douglas MD-87 de Aeroméxico Travel (XA-TXC) en el Aeropuerto Internacional de Cancún.